# フルート、ヴァイオリンとチェンバロのための三重協奏曲 (バッハ)
フルート、ヴァイオリンとチェンバロのための三重協奏曲 イ短調 BWV1044は、ヨハン・ゼバスティアン・バッハが作曲したフルート、ヴァイオリンとチェンバロのための協奏曲。「フルート、ヴァイオリンとチェンバロのための協奏曲」と表記されることもある。また現在チェンバロのパートをピアノに置き換えた場合「フルート、ヴァイオリンとピアノのための三重協奏曲」と表記される。

## 概要
バッハが作曲したチェンバロ協奏曲は、2台と3台のチェンバロのための協奏曲を含めれば15曲が知られているが、これらのほとんどが編曲であり、その中にはヴァイオリン協奏曲のヴァイオリンのパートをチェンバロに置き換えた形式のものが多い。
この三重協奏曲は、1729年以降の1738年から1740年頃に作曲されたと推定されているが、自筆譜は紛失し、筆写譜も欠落している部分があるため、作曲の動機や実態は不明である。しかしこの作品も編曲であり、第1楽章と第3楽章はチェンバロ独奏の『前奏曲とフーガ イ短調 BWV894』の旋律が用いられ、第2楽章はオルガンのための『トリオ・ソナタ第3番 ニ短調 BWV527』の第2楽章の旋律が用いられている。このことから編曲であることが窺える。
現在ではチェンバロのパートはピアノで代用される事が多い。

## 楽器編成
独奏
- フルート
- ヴァイオリン
- チェンバロ(ピアノ)

合奏
- 弦楽合奏
- 通奏低音

## 構成
全3楽章の構成で、演奏時間は約22分。
第1楽章 アレグロ　イ短調、4分の3拍子。
弦楽によって奏される憂いを帯びた情熱的な主題をフルートが奏され、続いてヴァイオリンがうたい交わす。常にチェンバロは休むことなしに16分音符の3連音符のリズムを刻んでいる。
第2楽章 アダージョ・マ・ノン・タント・エ・ドルチェ　ハ長調、8分の6拍子。
オーケストラは休みで、3つの独奏楽器がカノンのように絡み合う。穏やかで慈しみに満ちた緩徐楽章である。
第3楽章 テンポ・ディ・アラ・ブレーヴェ　イ短調、2分の2拍子。
BWV894のフーガの旋律に、新たに書かれたオーケストラの前奏、間奏、後奏を挿入した形式による、劇的な緊張感で貫かれたフィナーレである。